# Alexander Schleicher ASH 30 Mi
Dimensions
Le ASH 30 Mi est un planeur biplace de classe FAI Open qui sera fabriqué par Alexander Schleicher. Il est en cours de développement pour remplacer l’ASH 25. Il sera propulsé par un moteur Austro Engine Wankel.
Le planeur, à la différence de l’ASH 25, sera équipé d'un montage automatique des commandes de vol et diverses améliorations.

## Nota
Début de l'assemblage du prototype le 2 janvier 2010.
Premier vol effectué le 12 avril 2011

## Sources
- ASH 30 Mi